# Campeonato Sul-Americano de Voleibol Feminino de 1985
O 16º Campeonato Sul-Americano de Voleibol Feminino foi realizado no ano de 1985 em Caracas, Venezuela.

## Tabela Final
| Posição | Equipe    |
| ------- | --------- |
|         | Peru      |
|         | Brasil    |
|         | Venezuela |
| 4       | Colômbia  |

## Premiação
| Campeonato Sul-Americano de Voleibol Feminino de 1985 |
| border.                                               |
| ----------------------------------------------------- |
| Peru (9º título)                                      |